# Ivan Baťka
Ivan Baťka (* 28. února 1966) je český podnikatel, majitel chemičky Fosfa v Břeclavi. Časopis Forbes ho s majetkem 4,1 mld. Kč řadí k roku 2021 mezi 100 nejbohatších Čechů.

## Život
Vystudoval gymnázium, poté obor zahraniční obchod na Vysoké škole ekonomické v Praze. Po roce 1989 začal podnikat. V letech 1999 až 2000 zastával funkci obchodního ředitele ČEZ. V roce 1999 založil Rádio Impuls. Od roku 2002 je generálním ředitelem a jediným akcionářem chemické firmy Fosfa v Břeclavi, která patří k největším výrobcům potravinářských fosfátů na světě.

### Inspirace Baťovými
Ivan Baťka je obdivovatelem podnikatelů Tomáše a Jana Antonína Baťových. Svůj podnik se snaží řídit podobně jako to dělali oni. Firma proto nemá žádné půjčky a ani neusiluje o zisk dotací. Baťka také financoval vydání několika knih o bratrech Baťových.